# Oscar (piłkarz)
Oscar, właśc. Oscar dos Santos Emboaba Júnior (ur. 9 września 1991 w Americanie) – brazylijski piłkarz występujący na pozycji pomocnika. W latach 2011–2015 reprezentant Brazylii.

## Kariera klubowa
W 2004 został zawodnikiem São Paulo. 21 czerwca 2009 roku zadebiutował w jego barwach w lidze brazylijskiej w przegranym 1:3 meczu z Corinthians Paulista. W sezonie 2009 rozegrał 11 spotkań.
W grudniu 2009 roku w wyniku namowy agenta odmówił treningów i wystąpił do sądu pracy o rozwiązanie kontraktu z São Paulo, argumentując to nieprawidłowościami przy jego podpisywaniu i ogólnym niezadowoleniem z warunków finansowych proponowanych przez klub. Sąd niższej instancji przychylił się do jego wniosku i unieważnił umowę. Po serii apelacji z obu stron i kolejnym, przychylnym dla niego, wyroku sądu zdecydował się na podpisanie w lipcu 2010 roku kontraktu z Internacionalem.
W nowym zespole początkowo pełnił funkcję rezerwowego (sezon 2010). W grudniu 2010 roku wystąpił w półfinałowym meczu Klubowych Mistrzostw Świata z TP Mazembe (0:2), w którym zmienił w 76. minucie Rafaela Sóbisa.
W 2011 roku stał się podstawowym zawodnikiem Internacionalu – zagrał w 26 ligowych meczach, w których strzelił 10 goli (m.in. dwa w wygranym 2:4 spotkaniu z Américą). Ponadto wraz ze swym zespołem wygrał rozgrywki Recopa Sudamericana – w pierwszym meczu z Independiente nie wystąpił, zagrał za to w podstawowym składzie w drugim spotkaniu. W sezonie 2012 wystąpił w pięciu ligowych meczach, strzelił także gola w spotkaniu z Cruzeiro EC, przyczyniając się do zwycięstwa 2:1 (mecz ten był zarazem jego ostatnim występem w barwach brazylijskiej drużyny).
W lutym 2012 sąd wyższej instancji zdecydował, że Oscar nadal jest graczem São Paulo (do końca 2012 roku, według jego oryginalnego kontraktu), jednak w kwietniu kolejny wyrok jeszcze raz zezwolił mu na dalszą grę dla Internacionalu. Aby uniknąć niepewności i kolejnych trudno przewidywalnych zmian decyzji sądu w perspektywie przyszłego transferu do Europy, piłkarz oraz oba kluby doszli w maju 2012 do porozumienia, dzięki któremu Oscar został odsprzedany Interowi za 15 milionów reali (około 6 milionów euro), kończąc w ten sposób "sprawę Oscara".
25 lipca 2012 roku podpisał pięcioletni kontrakt z Chelsea. W Premier League zadebiutował 19 sierpnia w wygranym 2:0 meczu z Wigan Athletic. 19 września w spotkaniu Ligi Mistrzów z Juventusem (2:2) strzelił pierwsze dwa gole dla londyńskiej drużyny. W tym sezonie wygrał także Ligę Europy po tym, jak The Blues nie udało się awansować do fazy pucharowej Champions League
1 stycznia 2017 piłkarz za 60 mln funtów przeszedł do chińskiej drużyny Shanghai SIPG, z którą związał się czteroletnim kontraktem. W nowej drużynie zadebiutował 7 lutego w meczu fazy playoffów do Ligi Mistrzów AFC z Sukhothai, w którym strzelił także debiutancką bramkę.

## Kariera reprezentacyjna
Na początku 2011 roku uczestniczył w młodzieżowych mistrzostwach Ameryki Południowej w Peru, w których był podstawowym zawodnikiem, zaś Brazylijczycy zdobyli złoty medal. Następnie brał udział w mistrzostwach świata U-20 w Kolumbii. W turnieju tym rozegrał siedem meczów i strzelił trzy gole – wszystkie w wygranym po dogrywce 3:2 finałowym spotkaniu z Portugalią.
14 września 2011 roku zadebiutował w seniorskiej reprezentacji Brazylii w towarzyskim meczu z Argentyną (0:0). 9 czerwca 2012 strzelił pierwszego gola w barwach narodowych – zdobył bramkę w przegranym 3:4 spotkaniu z Argentyną. Również w 2012 roku uczestniczył w igrzyskach olimpijskich, w których był podstawowym zawodnikiem kadry – zagrał w sześciu meczach i strzelił gola w grupowym spotkaniu z Białorusią (3:1); Brazylijczycy zdobyli zaś srebrny medal.

## Sukcesy

### SC Internacional
- Recopa Sudamericana: 2011

### Chelsea
- Mistrzostwo Anglii: 2014/2015, 2016/2017
- Puchar Ligi Angielskiej: 2014/2015
- Liga Europy UEFA: 2012/2013

### Shanghai SIPG
- Mistrzostwo Chin: 2018, 2023, 2024
- Superpuchar Chin: 2019

### Reprezentacyjne
- Igrzyska olimpijskie: Srebrny medal (2012)
- Puchar Konfederacji: 2013
- Mistrzostwo świata U-20: 2011
- Mistrzostwo Ameryki Południowej U-20: 2011